# 전의군
전의군(全義郡)은 세종특별자치시에서 조치원읍보다 이북에 위치한 소정면, 전의면, 전동면의 옛 행정구역이다. 1914년에 연기군으로 통합되었으며, 오늘날 세종시 북부 지역의 전신(구 연기군 북부)에 해당하는 지역이다.

## 1914년 이후
| 조선총독부령 제111호 |             |                                                |
| 구 행정구역          | 신 행정구역 | 신 행정구역                                    |
| 군내면(郡內面)       | 전의면      | 동교리, 읍내리                                 |
| 북면(北面)           | 전의면      | 관정리, 노곡리, 대곡리, 신정리                 |
| 덕평면(德坪面)       | 전의면      | 소정리, 운당리                                 |
| 대서면(大西面)       | 전의면      | 서정리, 신흥리, 원성리, 유천리                 |
| 소서면(小西面)       | 전동면      | 금사리, 다방리, 달전리, 신방리, 양곡리, 영당리 |
| 동면(東面)           | 전동면      | 노장리, 미곡리, 보덕리, 봉대리, 석곡리, 청송리 |
| 남면(南面)           | 전동면      | 송곡리, 송성리, 송정리, 청람리                 |